# 德意志人
德意志人（德語：die Deutschen），或德國人（Deutsche），指的是居住在德國的本地人或居民，擁有該國的公民權。在歷史上，德意志人可以更廣泛的指代所有以德語為母語的人，也可以指代任何擁有日耳曼-德意志認同的人。
在《德國憲法》中，明確將德國人和德意志人定義為同一個意思，兩者都是指「德國的全體公民」。在這個定義中，擁有德意志聯邦共和國公民權的人才能算是德國人，即使他們不具備德意志血緣，或者不會講德語；但是，說德語、有德意志認同，但不擁有德國國籍的人則不能算作是德國人。目前的德國人認同以屬地論為唯一的判斷依據。在19世紀和20世紀的大部份時間裏，關於德國人的身分認同其實非常混亂，擁有共同語言、文化、血統和歷史的德意志人經常認為自己就是德國人。到了今天，用語言或歷史已不再能用来判斷一個人是否为德國人，眾多說德語方言的外國人也被視為是和德國人无关的其他民族，這些民族對德意志这个国家沒有認同。世界上德國人的總數約在1億到1.5億之間，在德國的德國人最便於統計，但在其它國家，由於歷史遺留下來的認同混亂而沒法作一個精確統計。
德國人的祖先——日耳曼人在公元前2000年就有，但德意志人作為一個明顯有自我认同的族群是10世紀才開始的，以“奧托一世改東法蘭克王國的国号成神聖羅馬帝國”為標誌。在神聖羅馬帝國中，以德語為母語的人數最多，久而久之，他們所居住的地區就被叫做“德意志王國”。在隨後的幾個世紀裡，神聖羅馬帝國成為歐洲表面上地位最高的國家，其人口也隨之大幅增長，在向東傳播基督教（主要為天主教）的過程中，神聖羅馬帝國的居民用德語大量同化了波蘭人和波羅的人。神圣罗马帝国虽然名为帝国，实际上是個鬆散的邦聯，由多個小王國、公國、帝國自由市和主教轄區联合而成，没有一个邦国能佔据絕對的主导地位。在宗教改革發生的16世紀，神聖羅馬帝國內部的很多小邦國开始從天主教改宗新教，导致帝國的統一性無法維持。这些小邦國在三十年宗教战争结束後共同签订《西伐利亞條約》，取消了帝國内部所有的政府機構，只留下“神圣罗马帝国”这个名字，雖然小邦國們在名义上還是神圣罗马帝国的属国，但在事實上已经被《國際法》認可为主权独立的国家了。
19世紀，神聖羅馬帝國正式解體滅亡，隨之而來的就是歐洲人的“民族主義心理覺醒”，德意志統一運動興起。當時兩大德語國家——普魯士王國與奧地利帝國對德意志地區如何「統一」持有不同想法，並競逐對德意志地區的主導權；最終，普魯士王國透過逐步合併大部分說德語的邦國，於1871年建立德意志帝國，讓德意志人第一次擁有一個純粹的單民族國家。作為多民族国家的奧地利帝國（及之後的奧匈帝國）雖被排除在新生的「德意志民族國家」之外，但由於佔主導地位的奧地利人的德意志血緣，德奧兩國不久後建立同盟關係，並在之後的第一次世界大戰同為同盟國成員。當時除德奧兩國之外，俄羅斯帝國的立陶宛、愛沙尼亞、拉脫維亞境內也擁有大量的德意志裔人。19世紀恰逢移民潮，大量来自德奧俄等国的德意志人從歐洲移民至新大陸，尤其在美國、加拿大和巴西，並在新西蘭和澳大利亞建立了移民社區。
第一次世界大戰後，德意志帝國和奧匈帝國滅亡並被剝離領土，導致許多德意志人成為戰後歐洲新獨立國家中的少數民族。德國改行共和後，阿道夫·希特勒利用德國人希望重建國家過往榮光的想法，建立極權主義的納粹德國並成為獨裁者，透過合併奧地利實現德意志地區的統一；第二次世界大戰爆發後，納粹德國以「生存空間」理論，發動對猶太人等族群的大屠殺。德國在二戰戰敗後，德奧兩國再次被分立，數百萬德意志裔人從東歐的家園被驅逐；德國則隨著冷戰的東西方陣營對立分裂為西德及東德。為了警惕大屠殺的悲劇（Erinnerungskultur），“去種族主義”成為了西德國民教育中的必學內容，此後種族就不能是判斷一個人是否為德國人的依據，由國籍取而代之。1990年，西東德重新統一成現代的德意志聯邦共和國，德國人從此有了明確的“唯一祖國”。阿拉伯之春後，眾多來自土耳其、北非和中東的穆斯林移民讓德國逐漸變為多民族國家，這些移民的後代也受到德國社會的接納，迅速被同化為對德國具有認同的國民。
由於德国在历史上长期分裂，除二战外，也从没对内部人民施加过“強制融合”的政策，加上德國人本身亦是由多個日耳曼民族的分支混血而成的，因此今日德國的包容性才會如此巨大。現今德國的各個地區依然保有強烈的地方主義，德国政府也不实行中央集權制，而是坚定的採用地方分權的聯邦制。德意志民族最有成就的領域包括哲學、文學、音樂、心理學和工業，歷代的德國政權都能为人才塑造出一個自由發揮的環境，所以促成人類科學進步的德國人才会如此之多。

## 定義
指的是對和德國有關係的人的一種曖昧不明的文化分類，此詞彙在歷史中有多重含義，例如：
1. 擁有德意志聯邦共和國國籍的人，也是“德意志人”目前最主要的定義，大量已經移民到德國的土耳其裔、伊斯蘭裔的德國國籍的人也能被算作此類。
2. 以大德意志為國家認同的人，包括奧地利人、法國的阿爾薩斯人和丹麥南部的德意志人，這個含義在二戰前非常流行，但二戰後，除了德國自己之外，其餘地區均通過義務教育而產生了不同於德意志的民族認同。
3. 以德語為第一母語的人，包括奧地利人、瑞士人和盧森堡人，瑞盧兩國雖然一直都以德語為自己的官方語言，但在歷史中早已形成了完全獨立於德國的國家認同，故在國家的獨立性上沒有爭議。
4. 德意志裔人，例如美國、加拿大、澳洲等白人移民國家中的德裔人士，他們可能在認同上和德國已經沒有關係、也不會說德語，但是他們的生活習俗依然和德意志文化有關。
5. 祖先有幾代人生活在德國，或是曾經居住在德國的版圖之上的人，例如如今波蘭A的居民。

## 族名
漢語（以及其他東亞語言）對德國和德國人的稱呼直接來自德語「德意志」（德語：Deutsche），其源自高地德語diutisc，意思是“種族”或“與人民相關”至少從8世紀開始，這個詞語就被用於中歐講西日耳曼語的人，此後至少一些生活在神聖羅馬帝國內的人開始出現獨特的日耳曼民族身份。
而英文的稱呼Germans源自日耳曼民族名（拉丁語：Germani），古時用於日耳曼人。在英語中，“Germans”一詞也可適用於任何德國公民、居民、僑民，或有德國血統的人，以及日耳曼民族的成員，不管他們是否是德國人。

## 歷史

### 古代歷史

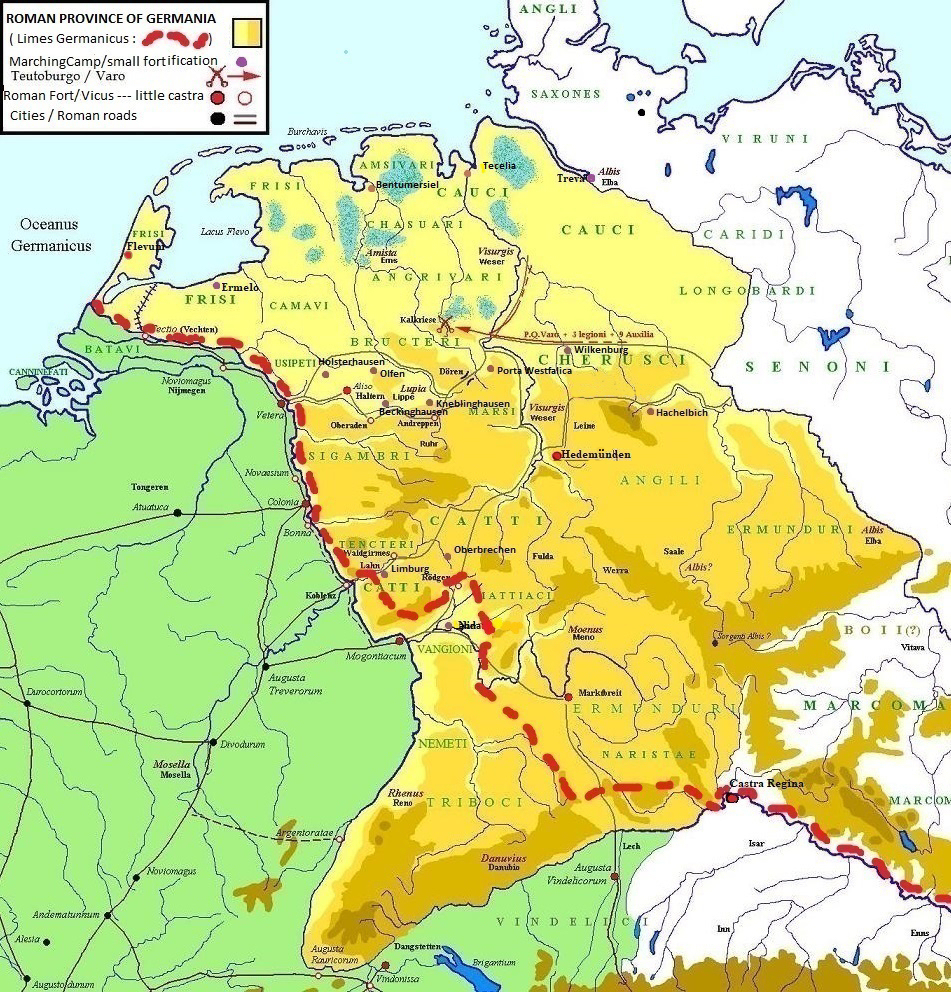
一張地圖描繪了位於萊茵河和易北河之間的短暫的羅馬古日耳曼省，這是早期羅馬帝國試圖征服和控制的地區，但是由於條頓堡森林的慘敗而不得不放棄

羅馬將軍兼政治家朱利葉斯·凱撒征服日耳曼及高盧以及他留下的《高盧戰記》提供了關於生活在現在德國境內的人民的第一個信息。羅馬時期，高盧包括萊茵河以西現在德國的部分地區。他特別指出了未來可能來自萊茵河東部落的潛在威脅。在凱撒的繼任者的領導下，羅馬人開始征服和控制萊茵河和易北河之間的整個地區，幾個世紀後，這些地區構成了中世紀德國的核心，許多德國中世紀重鎮，如科隆、特里爾、維也納、薩爾茨堡都在此時被建立。公元9年，阿米尼烏斯領導的地方聯盟在條頓堡森林戰役中取得勝利，大大挫敗了羅馬人長久統治日耳曼地區的願望。公元1世紀的羅馬歷史學家塔西佗在《日耳曼尼亞誌》中詳細描述了早期日耳曼人。在這個時候，日耳曼人分裂成大量的部落，他們經常與羅馬帝國和其他部落發生衝突。他將他們描述為一個多元化的群體，統治著比德國大得多的地區，向東延伸至維斯瓦河，向北延伸至斯堪的納維亞半島。
在凱撒入侵時，中歐的大部分地區分佈著凱爾特人，然而至少從公元前2世紀開始，與這些民族相關的日耳曼語開始接近萊茵河地區。由此產生的更接近羅馬人的人口狀況可能是凱爾特人和日耳曼人的同化。學者們普遍認為，早在公元前500年就存在日耳曼語使用者是可能的。這些日耳曼語族被認為是從賈斯托夫文化的方向向萊茵河傳播的，賈斯托夫文化是一種受凱爾特人影響的文化，存在於易北河附近地區的前羅馬鐵器時代。定義日耳曼語系的第一個日耳曼語輔音轉換很可能發生在這一時期。斯堪的納維亞半島南部更早的北歐青銅時代也顯示出與賈斯托夫文化有明確的人口和物質連續性。但尚不清楚這些是否表明種族連續性。

### 中世紀
公元395年，東西羅馬帝國分裂。在隨後的一個世紀裡，西羅馬帝國被持續的蠻族入侵沖垮以至於解體，日耳曼人在西歐建立起了數個蠻族王國，例如：
1. 高盧-法蘭克王國-今法國
2. 希斯帕尼亞-西哥特王國-今西班牙
3. 山南高盧-倫巴第王國-今北義大利
4. 義大利-東哥特王國-今義大利
5. 阿非利加-汪達爾王國-今突尼斯和阿爾及利亞
6. 山北高盧-勃艮第王國-今勃艮第地區

而德國本土仍然處於部落為政的分裂時期，被例如法蘭克人、弗里斯蘭人、撒克遜人、圖林根人、阿勒曼尼人和巴伐利人的部落分治。該地區根據這些種族名稱被劃分為長期的分裂或部落公國，在西方法蘭克人的統治下，克洛維一世在5世紀建立了對高盧羅馬後裔和法蘭克人的控制，並開始了征服萊茵河以東人民的新進程。在隨後的幾個世紀裡，法蘭克人的力量顯著增長，並將勢力擴展到了德國東南部。
到公元9世紀初，歐洲大部分地區已在法蘭克領袖查理曼大帝的統治下統一起來，他將法蘭克帝國向多個方向擴張，包括在萊茵河以東征服了薩克森人和弗里斯蘭人，從而建立了加洛林帝國。查理曼於800年被教宗良一世加冕為皇帝。814年，查理曼大帝兒子虔誠路易繼位，帝國隨即陷入內戰。國家在凡爾登條約（843年）中被瓜分為了西法蘭克、中法蘭克和東法蘭克三國，由此奠定了現代法國、義大利和德國的雛形。從捕鳥者亨利開始，非加羅林家族的成員開始了統治德意志王國的進程，在他的兒子奧託一世的統治下，德意志人阻擋著了馬扎爾人的襲擾，同時延續了和羅馬教廷合作的傳統，通常意義上的神聖羅馬帝國由奧託962年的加冕開始。
神聖羅馬帝國這個鬆散架構的帝國除了德意志王國外，還有以前獨立的意大利王國、勃艮第王國和洛泰林吉亞王國（這是一個舊羅馬和法蘭克地區，其中包含一些最古老和最重要的德國城市，包括亞琛、科隆和特里爾）。齊整的日耳曼王國則由諸個部落公國構成，如巴伐利亞、弗蘭肯、士瓦本和薩克森。德意志國王由貴族家族成員選舉產生，他們經常試圖讓弱小的國王當選，以維護自己的獨立性。這阻止了德國人的早期統一。

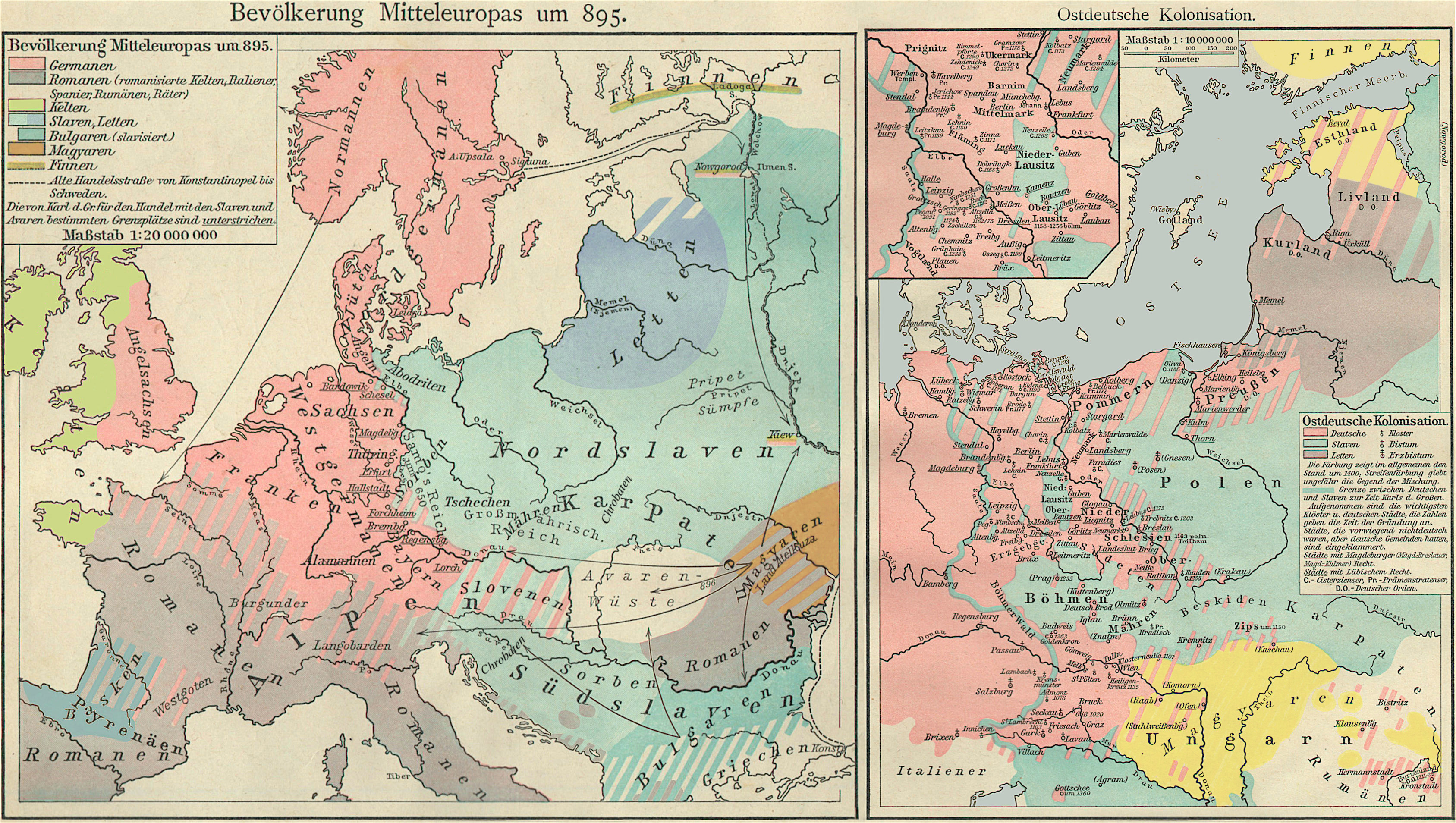
描繪德意志東向移民的地圖，左邊的地圖顯示了大約公元895年的情況；右邊的地圖顯示的是公元1400年的情況。德意志人以淺紅色表示

騎士貴族統治著中世紀封建的德國社會，而大多數德國人口都是農民，幾乎沒有政治權利。教會在中世紀的德國人中扮演著重要的角色，並與貴族爭奪權力。11至13世紀期間，德國人積極參加了五次十字軍東征以“解放”聖地，條頓騎士團便在此時誕生。從王國成立之初，其王朝也參與了向東推進到斯拉夫語地區的行動。在北部的薩克森東部邊境，易北河以東的波拉比亞斯拉夫人在幾代人經常殘酷的衝突中被征服。這些地區成為了現代德國的重要組成部分，其上的城市如柏林、波茨坦、德累斯頓、呂貝克、但澤、科爾貝格、布雷斯勞等。德國人口也從11世紀開始向東遷移，隨著時間的推移，斯拉夫和德語人口被同化，這意味著許多現代德國人都有大量的斯拉夫血統。從12世紀開始，許多德國人作為商人和工匠定居在波蘭地區，他們在格但斯克等許多城市中心的人口中佔了很大比例。在13世紀，條頓騎士團開始征服古普魯士人，並建立了最終成為強大的德意志普魯士國家。
再往南，波希米亞和匈牙利發展成為擁有自己非德語精英的王國。奧地利在多瑙河中游的邊疆區在11世紀停止向東向匈牙利擴張。在奧託卡二世統治下，波西米亞成為帝國內的一個王國，甚至設法控制了德語區的奧地利。然而在13世紀後期，哈布斯堡王朝的魯道夫一世當選皇位，他得以為自己的家族獲得了奧地利公國，由此開啟了哈布斯堡王朝統治神羅、爭雄歐洲的歷史。然而神聖羅馬帝國此時仍然很弱，到中世紀晚期，洛泰林吉亞和勃艮第/阿爾勒的大部分地區都處於法國王朝瓦盧瓦-勃艮第王朝和瓦盧瓦-安茹王朝的控制之下。而意大利、瑞士和薩沃伊也不再受帝國有效掌控。
隨著貿易增加，藝術和手工藝專業化。在中世紀晚期，德國經濟在城市中心的影響下發展，城市規模和財富增加，並形成強大的聯盟，如漢薩同盟和士瓦本同盟，以保護他們的利益，通常是通過支持德國國王在他們與貴族的鬥爭中。這些城市聯盟對德國商業和銀行業的發展做出了重大貢獻。

### 近代歷史

1648年分裂的神聖羅馬帝國

哈布斯堡家族在近代早期成功地保持了對神聖羅馬帝國寶座的控制。雖然帝國本身在很大程度上持續將權力分散，但哈布斯堡王朝在德意志核心領土之外的個人權力卻在增加。查理五世親自繼承了匈牙利和波希米亞王國、富裕的低地地區、卡斯蒂利亞、阿拉貢、西西里、那不勒斯和撒丁王國以及米蘭公國的控制權，這使哈布斯堡君主國成為一個強大的多語言帝國以及第一個「日不落帝國」。然而在他死後，奧地利和西班牙哈布斯堡分家，低地國家歸屬西班牙王冠，由此脫離了日耳曼地區。
德國發明家約翰內斯·古騰堡引入印刷術，這促進了對信仰和理性的新理解。數十年後，德國修道士馬丁·路德在天主教會內部推動改革，由此誕生了新教。宗教分裂是三十年戰爭的主要原因，這場衝突撕裂了神聖羅馬帝國及其鄰國，導致數百萬德國人死亡。1648年簽訂的結束戰爭的威斯特伐利亞和約的條款包括大幅削減神聖羅馬帝國皇帝的中央權力。在霍亨索倫王朝統治下的新教普魯士成為戰後出現的最強大的德意志國家之一。
經過幾個世紀的政治分裂，德意志統一願望在18世紀開始出現。1789年，法國大革命爆發；神聖羅馬帝國在大革命戰爭和拿破崙戰爭中風雨飄搖、持續衰落，直到在1806年被拿破崙徹底解散。在中歐地區，拿破崙戰爭引發了社會、政治和經濟的巨大變革，並催化了德國人的民族覺醒意願。到18世紀後期，約翰·戈特弗里德·赫爾德等德國知識分子闡明了植根於語言的德國身份的概念，這一概念幫助激發了德國民族主義運動，該運動試圖將德國人統一為一個民族國家。最終，共同的血統、文化和語言（儘管不是宗教）定義了德國民族主義。1815年的維也納會議上，大部分德意志邦國鬆散地統一在德意志邦聯之下，普魯士和奧地利成為了邦聯內的兩大強國，他們的鬥爭成為了19世紀德國的主基調。

整個19世紀，普魯士的實力不斷增強。1848年，德國革命者成立了法蘭克福臨時議會，企圖推舉普魯士國王腓特烈·威廉四世為德意志皇帝，但被其拒絕。普魯士人提議建立德意志各邦的埃爾福特聯盟，但這一努力被奧地利人通過奧爾米茨條約（1850年）破壞，由此重建了德意志邦聯。作為回應，普魯士尋求利用關稅同盟來增強其在德意志各邦中的權力。在奧托·馮·俾斯麥和普魯士戰爭部的將領的領導下，普魯士贏得了普丹、普奧兩次戰爭的勝利，隨後建立了北德意志聯邦。1871年，普魯士聯軍在普法戰爭中擊敗了法蘭西第二帝國，吞併了德語區的阿爾薩斯-洛林，同年1月，普魯士國王在凡爾賽宮鏡廳加冕稱帝，由此建立起了第一個統一的德意志人國家。

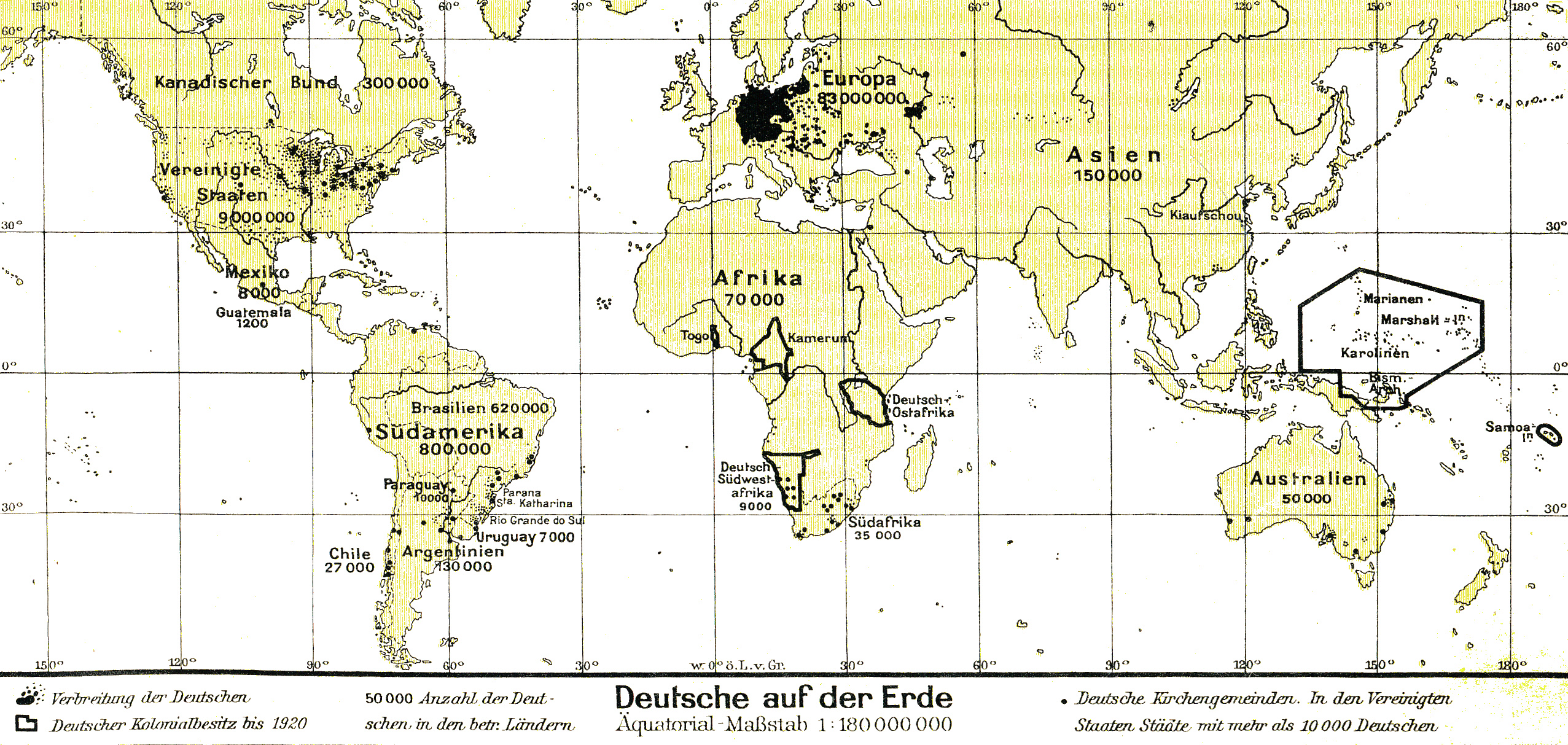
1914年的德意志人分佈圖，除了德國本土外，德意志人在其海外殖民地、美國、巴西、阿根廷、東歐都有廣泛分佈

在統一後的幾年裡，德國社會被許多進程徹底改變，包括工業化、理性化、世俗化和資本主義的興起。德國實力迅速增強，並建立了許多海外殖民地。在此期間，德國人口大幅增長，許多人移民到其他國家（主要是南北美），促進了德國僑民的增長。列強之間對殖民地的爭奪促成了第一次世界大戰的爆發，德意志帝國、奧匈帝國和奧斯曼帝國組成了同盟國，這個同盟最終被打敗，三大帝國無一倖存。根據凡爾賽條約的條款，德意志帝國和奧匈帝國同時解體和瓜分，導致數百萬德國人成為其他國家的少數民族。德國境內的君主，包括德國皇帝威廉二世被廢除，威瑪共和國建立。奧匈帝解體後，奧地利的德意志人宣布成立德奧共和國，並尋求併入德國，但這被戰勝國通過《凡爾賽條約》和《聖日耳曼條約》所禁止。

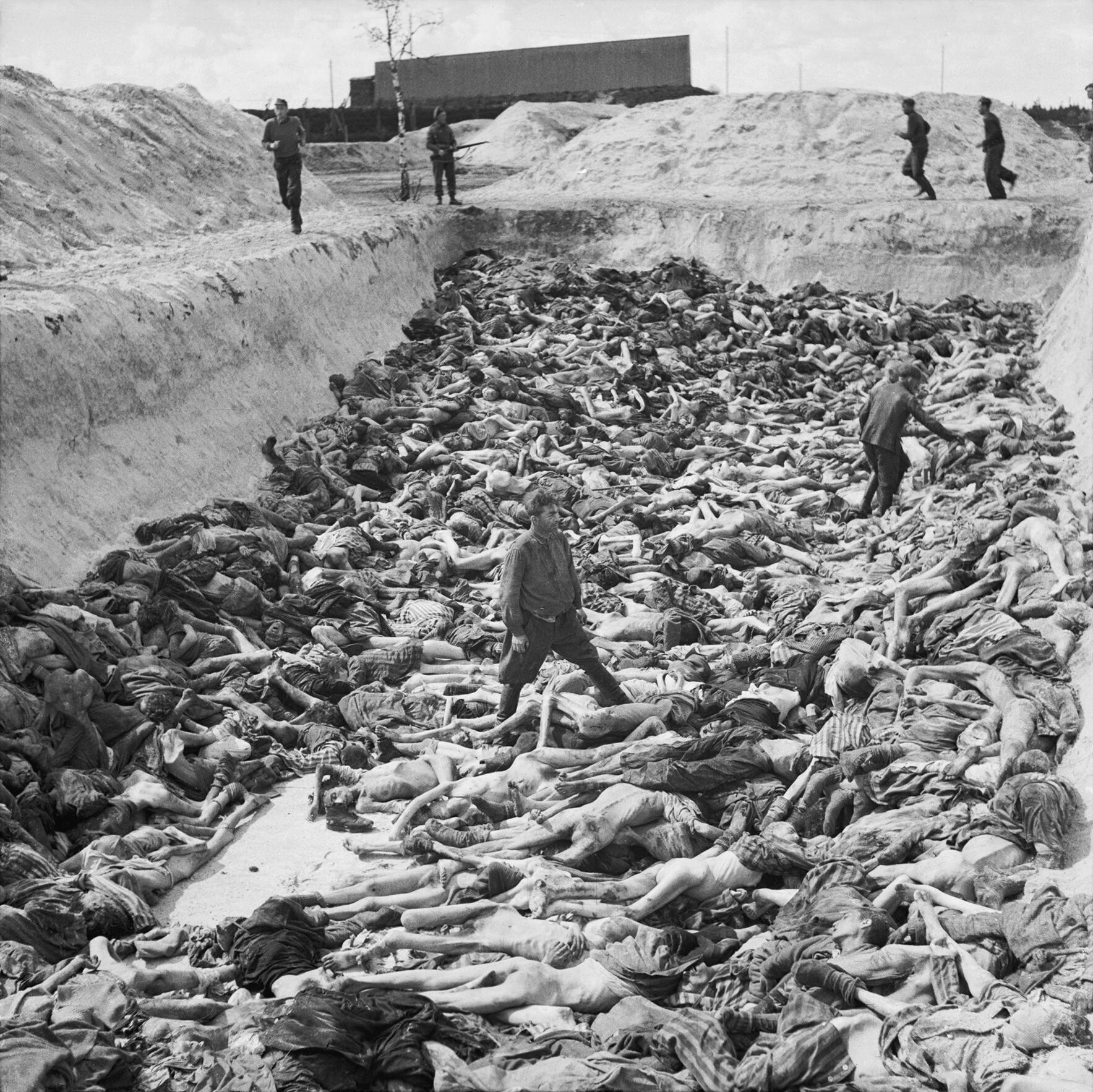
貝爾根-貝爾森集中營裏的萬人坑

許多德國人認為以凡爾賽為奇恥大辱，獨裁和反猶太主義意識形態持續醞釀。1929年的大蕭條都促成了阿道夫希特勒和納粹的崛起，後者在1933年上台，建立了極權主義的第三帝國，其意識形態的核心即是德意志人的民族主義和優越主義。在1938-40年，德意志第三帝國將中東歐的德語區逐步併入本土，建立起了實際意義上的「大德意志」。然而在其征服歐洲的過程中，600萬猶太人被殺害。第二次世界大戰造成大範圍破壞，數千萬士兵和平民喪生，而德國則四分五裂，東部領土全部喪失。大約1200萬德國人不得不逃離或被驅逐出東歐。德國的聲譽和身份也受到了重大損害，民族主義遠不如以前。
德國的西德和東德成為冷戰的焦點，但在1990年重新統一。儘管有人擔心重新統一的德國可能會恢復民族主義政治，但該國如今被廣泛認為是“歐洲中心的穩定成員」和“民主一體化的推動者”。

## 認同
德語是大多數德國人的母語。它是德國民族認同的關鍵標誌。德語是一種西日耳曼語言，與弗里斯蘭語（特別是北弗里斯蘭語和薩特蘭弗里斯語）、盧森堡語、英語、荷蘭語和低地德語密切相關。現代標準德語以高地德語和中部德語為基礎，是大多數德國人的第一或第二語言，在伏爾加德意志人尤其如此。

## 文化
德國人的特點是地域多樣性，這使得識別單一的德國文化變得非常困難。幾個世紀以來，藝術和科學一直是德國身份的重要組成部分。啟蒙時代和浪漫時代見證了德國文化的繁榮的騰飛。這一時期對藝術和科學做出重大貢獻的德國人包括作家歌德、席勒、赫爾德、荷爾德林、海涅、諾瓦利斯和格林兄弟、哲學家康德、黑格爾、叔本華；建築師申克爾；畫家卡斯帕·大衛·弗里德里希；以及作曲家巴赫、貝多芬、莫札特、海頓、舒伯特、史特勞斯和瓦格納。
流行的德國菜包括黑麵包和燉菜。與其他歐洲民族相比，德國人飲酒量大，尤其是啤酒。肥胖在德國人中相對普遍。狂歡節是德國文化的重要組成部分，尤其是在德國南部。德國的一個重要節日是慕尼黑啤酒節。
越來越多的德國人成為基督徒。大約三分之一是信奉天主教，而三分之一信奉新教。另外三分之一不信奉任何宗教（主要分布在前東德地區）。許多德國人慶祝聖誕節和復活節等基督教節日。穆斯林的人數正在增長。紀念大屠殺是德國文化的重要組成部分。

## 分佈

### 德語文化佔主體的區域

#### 德國

德语区分布：
德語是（共同）官方語言（法律上或事實上）和大多數人口的第一語言
德語是共同官方語言，但不是大多數人的第一語言
德語（或德語的變體）是標記國家/地區法律認可的少數民族語言（主要分佈區域是彩色的；地理分佈太分散或地圖比例太小的地方用正方形標記）
德語（或德語的變體）由相當大的少數族群使用，但沒有法律地位

根據德國聯邦統計局數據，截止2022年9月30日，德國人口為84,270,625人，其中72,569,978為德意志人，德國是世界上最大的德意志人國家，也是德意志语言、文化和影响力的主要源地。

#### 奧地利
18世纪和19世纪的部分时期，普鲁士和奥地利争夺神圣罗马帝国内部霸权的冲突愈演愈烈。1806年，随着众多德国小邦加入法国皇帝拿破仑一世创建的莱茵邦聯，最后一位神圣罗马帝国皇帝弗朗茨二世退位，神圣罗马帝国解體。1813年夏，奥地利加入反法同盟后和俄罗斯、普鲁士一同对抗拿破仑，并在莱比锡附近的民族之战中擊敗拿破崙皇帝，導致了拿破崙帝國的覆滅，同時為德意志邦联的成立奠定了基石。在1848年革命期间，当建立一个德意志民族国家似乎成为可能时，就是否可以与奥地利一起找到大德意志解决方案展开了激烈的争论。哈布斯堡帝国还包括许多德意志人仅占少数的地区，例如波希米亚和匈牙利，将其包含在内将与国家解决方案相矛盾。德國問題最終在三次王朝戰爭中得到解决，建立了北德意志邦联，然后推动了一个没有奥地利的普鲁士主导的德意志帝国的解决方案。尽管如此，由於同種同文，德（普）-奧之間的同盟政治联系以及友好邻国之间常见的文化联系仍然存在。
1918年奥匈帝国崩溃后，帝國的奧地利部分根據民族自決原則建立了德意志-奥地利共和國。对于这种被剥夺了匈牙利农业区和波西米亚工业区的“残余国家”能否独立存在，存在着很多怀疑。然而由于圣日耳曼条约的限制，德意志-奥地利共和國无法与德国合并。1919年，德意志-奥地利共和國的名称也被禁止，并改为“奥地利共和国”。

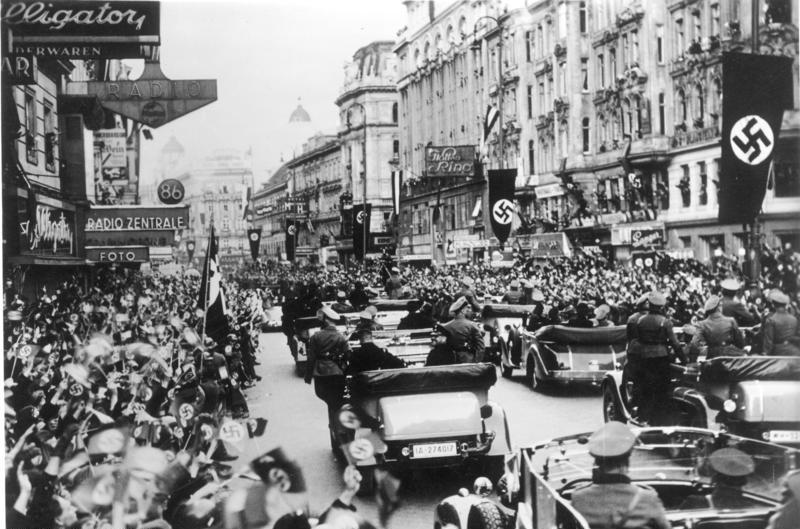
1938年3月維也納街頭慶祝德奧合併的盛況

奧地利法西斯国家时期（1933年至1938年，从议会的废除和联邦总理恩格尔伯特·多尔弗斯民主结构的废除开始），奧地利人对自己的民族身份只有一种基本的感觉，他们觉得自己是奥地利人，但只是模糊地将自己与德国人区分开来。作为联邦总理库尔特·许士尼格迫于德国越来越大的压力，要求就奥地利是否应该成为德国的一部分举行全民公决，甚至想到借助此前一直受迫害的社民党的支持，德国领导层要求最后通牒取消公投。公投最終以壓倒性的多數同意和德國合併。1938年3月13日德奥的統一受到无数人的欢迎，也有人不得不逃离或被捕。包括许士尼格在内的奥地利社会民主党和祖国阵线的許多成員被送往集中营。随后发生的事件，即第二次世界大战和纳粹独裁统治，导致人们更加渴望回归奥地利民族国家。许多奥地利人作为抵抗纳粹政权的战士积极参与爭取自由的活动。
奥地利解放和奥地利共和国重建后，1945年7月10日，《奥地利公民身份过渡法》允许奥地利公民從被德國吞併的地位中脫離，集體放棄德國国籍。第二共和国官方将奥地利人身份认同与德国人身份认同划清界限。除了谴责国家社会主义的歷史之外，奥地利自稱為“国家社会主义的第一个受害者”，希望与占领国有更好的和平条件。奧地利強調其在国家社会主义政权下遭受的苦难，例如利奥波德·菲格尔和阿道夫·沙尔夫等政治家遭受的迫害和被迫迁移。1955年，各国确认了奥地利的中立地位。今天，大部分奥地利人认为自己与德国人有显著不同（例如尽管通用语言为德语巴伐利亚方言，然而仍存在语法、风格，尤其是方言的差异）。在如今的奥地利共和国，政府对说德语、斯洛文尼亚语、罗姆语、斯洛伐克语、匈牙利语和克罗地亚语的奥地利公民进行了区分，并相应地规定了官方少数民族语言。

#### 瑞士

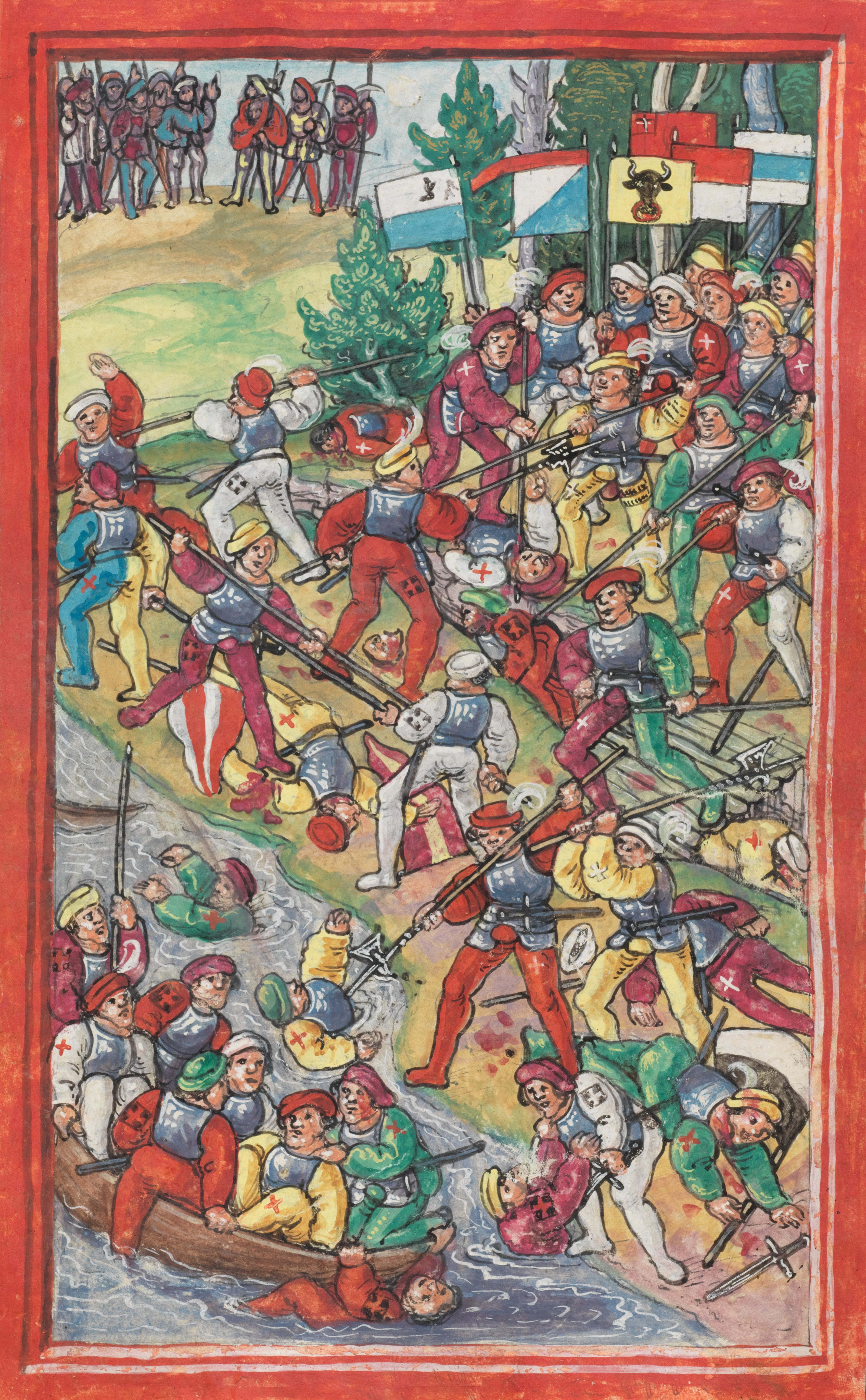
1499年的士瓦本戰爭是瑞士政治上脱离德意志地区的开端

瑞士的国土包括与邻国接壤的德语、法语、意大利语和罗曼文化和语言区，以及主要信仰天主教和新教的州。一方面，瑞士的土著族群试图保持各自的身份，但另一方面，随着时间的推移，他们已经形成了跨族群的共同归属感和维护共同国家的坚定意志。没有分裂主义的努力，所以人们也称他们的社区为意志的国家。瑞士德语主要由讲德语的瑞士人使用，在瑞士德语区使用的阿勒曼尼方言的统称，是瑞士社区和家园意识的重要组成部分，作为一种日常语言使用。瑞士高地德语在日常生活中几乎不被使用，主要用于与不说瑞士德语的人交流或相互交流，例如B.与意大利瑞士罗曼蒂的居民或外国人或移居这里的人在一起。
1500年左右，瑞士人在他们自己和其他人眼中都是神圣罗马帝国的成员，在当代意义上是德意志人。因此，伯尔尼编年史家迪博尔德·席林（Diebold Schilling）用短语「同盟者和所有讲德语的人」（德語：gemeinen Eidgnossen und aller Tütschen nacion）将瑞士人定义为更大組織的一部分。因此“民族”（nacion）一词在其中世纪语境中必须主要翻译为语言社区而不是民族社区。“瑞士人”这个民族名最初并不是一个民族的名字，而是一個共同體組織
瑞士人与德国的分离、关于德国的想法，或者瑞士与德意志民族之间不断变化的关系，很难被归结为划时代的日期。相反它是一个长达数百年的过程，其中可以区分四个阶段：直到1550年左右在帝国协会框架内形成赫爾維提卡國家（德語：natio Helvetica）；从大约1550年到大约1650年，舊瑞士联邦与神圣罗马帝国之间关系的法律矛盾；瑞士主权在1650年至1750年左右的世纪中得到正式確立；最后在1700年，瑞士文化民族的形成。瑞士的国家建设的过程瑞士比德国起步更早，这一点也为同时代人所注意。德国政治学家弗里德里希·卡尔·冯·莫塞尔在其1766年出版的《德国民族精神》一书中声称，与瑞士人相比，德国人缺乏民族意识。在威廉时代和纳粹政权期间，瑞士人比以前更远离德国人。

#### 列支敦士登
列支敦士登公国是德语区唯一以德语为官方语言和学校语言的国家。神圣罗马帝国灭亡后，列支敦士登于1806年独立，19世纪为德意志邦联成员。从1852年到1919年，列支敦士登通过海关条约与奥地利建立了经济联系。然而在哈布斯堡君主國解体后，它越来越倒向于瑞士（根據1923年海关条约）。国歌的例子表明，儘管列支敦士登的德意志性在第一次世界大战期间受到质疑，但其受到同时代人的大力捍卫。创作于19世纪中叶的国歌《在年輕的萊茵河上》，在1895年前后已广为流传，最晚于1920年成为正式国歌。歌詞将莱茵河指定为「德意志的」，甚至明确提及德国（“德意志祖国这个亲爱的家园”）显然在19世纪并没有引起冒犯。迟至1916年，列支敦士登的民族诗可以包含德意志莱茵河，诗人可以将自己描述为“德国人”。从1930年代开始，德国人甚至具有国家社会主义思想的列支敦士登人之间有时会发生激烈争论，列支敦士登的民族爱国者也传下了国歌的文字。忠于国家的团体使用“净化”文本来将自己与国家社会主义者和德意志帝国区分开来。尽管在战争结束后不久再次尝试改革，但直到1963年，列支敦士登议会才宣布一个没有德意志一词、略有不同的文本作为國歌。

#### 比利時德語社群

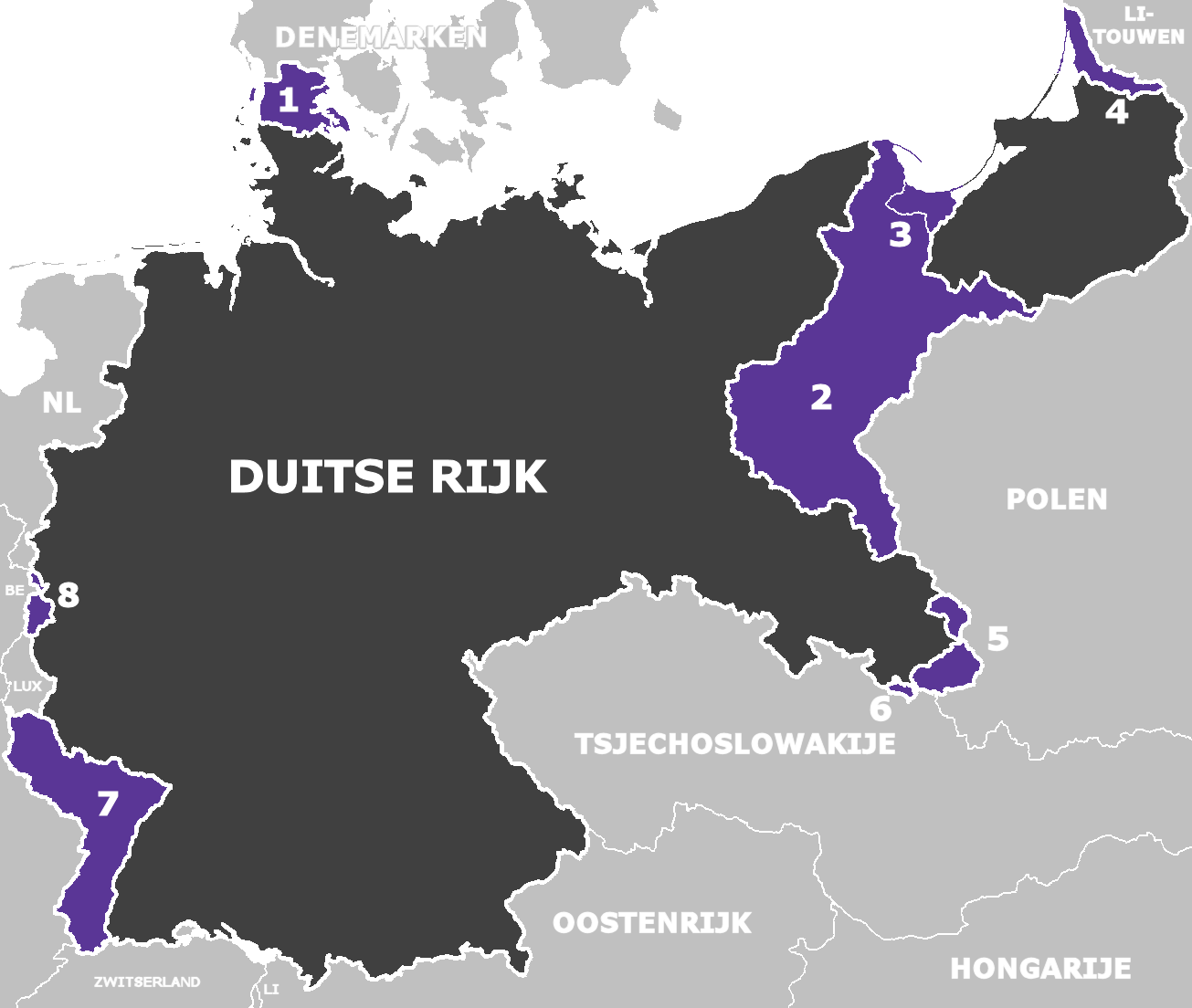
比利時德語社群實質上是1918年德意志帝國戰敗後割讓給比利時的領土（奧伊彭-馬爾默迪），其在圖中用數字8標註

德语是比利时的三种官方语言之一，在该国东部作为母语使用，主要分布在欧本州和圣维特州。德语在德语区享有官方地位，该区包括1920年以前属于德国的東比利时部分，但马尔梅迪和韋姆（马尔梅迪州）除外)，那里的大部分法语甚至在并入比利时之前就已被使用。此外，比利时还有一些地方在1920年（旧比利时）之前讲德语。他们不在比利时的德语区，唯一的官方语言和教学语言是法语。

#### 南蒂羅爾

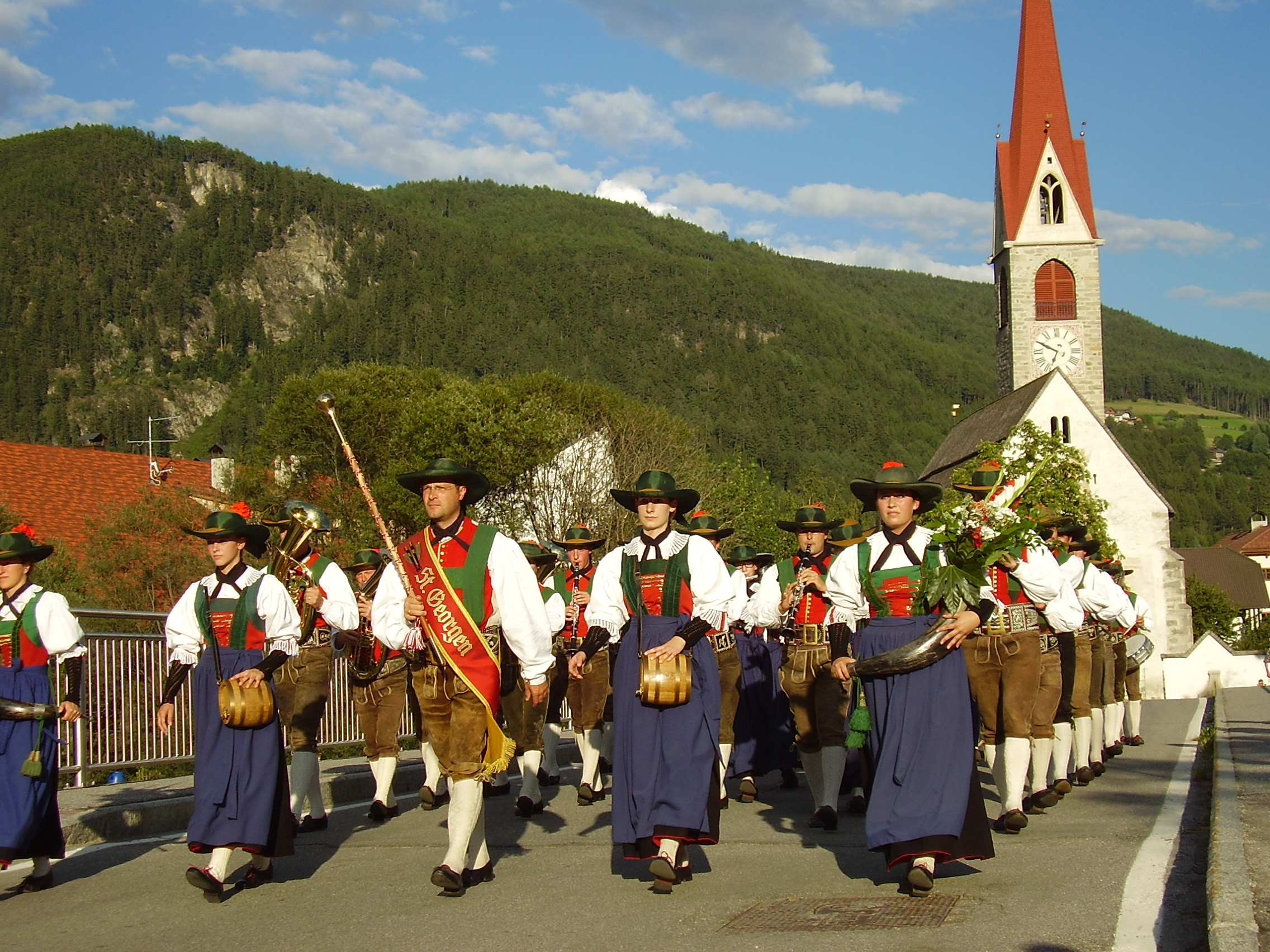
南蒂罗尔的德意志人穿着传统民族服装

1919年，根据《圣日耳曼条约》，奥地利不得不割让南蒂罗尔给意大利。从1922年开始，法西斯意大利压制非意大利人口、打壓他们的语言和文化，并奉行严格的意大利化政策。第三帝國兼併奥地利导致希特勒和墨索里尼达成协议。1939年10月，南蒂罗尔人的德意志人可以選擇回歸德國，或留在義大利，但是放弃他们的德语名字，改用拉丁名字和姓氏。尽管86%投票赞成重新安置（僅男性有投票權），但实际上只有72,000人進行了移民。他们中的许多人后来返回了南蒂罗尔。
1946年，南蒂罗尔正式获得自治权，但直到1972年第二个自治法令才得到全面实施。在经历了1950年代的低谷之后，现在大约69%的人口属于德语群体。根据官方说法，复杂而差异化的法律体系、职位轮换、委员会中的平等代表以及所有三种语言群体的比例代表保证了德语、意大利语和拉丁语的和平共处。根据博岑-南蒂罗尔自治省统计局的一项调查，在2014年，80.7%的南蒂羅爾德语群体将自身的“领土、种族和民族归属”表述為“南蒂罗尔人”，排在第二位的是“欧洲”，占18.4%，此外9.3%的人称自己为“意大利人”，4.0%的人称自己为“德意志人”。

### 德語文化式微的區域

#### 波羅的德意志人
波羅的德意志人指波羅的海東岸愛沙尼亞和拉脫維亞的德意志人居民。儘管波羅的海的德意志人占人口少數，但從12世紀到20世紀初，波羅的海的德意志人組成了波羅的騎士團並控制着這兩地的政治、經濟、教育和文化。自從12世紀初拉丁語在波羅的海東岸地區衰落，德語迅速取而代之，成為一切正式文件的官方語言，愛沙尼亞和拉脫維亞的所有城鎮村莊，一律採用德文名字，為時達數百年之久直到19世紀90年代。
數百年來波羅的海的德意志人是愛沙尼亞和拉脫維亞的地主，他們是這地區的實際統治階層。政治上他們在1710年之前只聽命於瑞典帝國，在1917年之前聽命於俄羅斯帝國。愛沙尼亞和拉脫維亞的本土原居民，大多數是居住在鄉村的農奴，不享有同等的權利。這種情況延續到1917年帝俄覆滅，1918年愛沙尼亞和拉脫維亞脫離俄國獨立為止。愛沙尼亞和拉脫維亞獨立後推行土地改革，剝奪波羅的海德意志人地主的土地。此後多數波羅的海的德國人成為愛沙尼亞國或拉脫維亞國的公民。
波羅的海德國人的歷史在1939年驟然告終，莫洛托夫—里賓特洛甫條約的秘密附加協議書劃分出德蘇勢力範圍——愛沙尼亞與拉脫維亞被納入蘇聯勢力範圍，希特拉將大批波羅的海德國人遷移到納粹德國在二戰中佔領的波蘭西部（時稱瓦爾特蘭帝國大區）。1944年蘇聯佔領愛沙尼亞和拉脫維亞國，波羅的海德國人再也沒有返回愛沙尼亞和拉脫維亞的家園。

#### 伏爾加德意志人
伏爾加德意志人是生活在俄羅斯的南部，伏爾加河流域的薩拉托夫（伏爾加河下游港口）周邊及其以南的德意志族人。他們最初響應普魯士出身的女沙皇葉卡捷琳娜二世的號召，遷徙到南俄羅斯進行屯墾。伏爾加德意志人保留了德意志的文化、語言、習俗以及宗教信仰。許多伏爾加德意志人在19世紀和20世紀初葉移居到美國、加拿大、巴西、阿根廷、巴拉圭等國家。第二次世界大戰期間，伏爾加德意志人被強制遷徙、驅逐至中亞，或關入集中營；20世紀後期，許多餘下的德意志族人也陸續移居回德國，現今仍有50餘萬德意志人生活在伏爾加河流域。

#### 蘇台德德意志人
蘇台德德意志人也稱波西米亞和摩拉維亞德意志人，是曾經生活在波西米亞王國所屬的捷克地域上的德意志人，這一部分在一戰後併入了新成立的捷克斯洛伐克。在1945年之前，有超過三百萬德意志人居住在這一區域，約佔捷克斯洛伐克全國人口的23%以及波西米亞和摩拉維亞人口的29.5%。
從11世紀起，德意志人口不斷遷入神聖羅馬帝國的選侯國波希米亞王國。他們絕大多數居住在稱為蘇台德蘭的邊境地區，該地區以蘇台德山脈得名。德意志人擴張的過程被稱為“Ostsiedlung”（東向殖民）。 “蘇台德德意志人”這個名稱是在第一次世界大戰後奧匈帝國垮台，民族主義運動興起時出現的，當時該地區的德意志人希望和奧地利一起建立德意志-奧地利共和國並併入德國本土，但遭到了戰勝國的禁止。在慕尼黑協定簽署之後，的蘇台德地區了成為納粹德國的一部分，在此建立了蘇台德蘭帝國大區。
第二次世界大戰後，該地區講德語的人口，主要是羅馬天主教徒和少數新教徒，都被驅逐到德國和奧地利。蘇台德地區擁有化學工廠和褐煤礦以及紡織、瓷器和玻璃工廠，歷史上工業高度發達。波西米亞與巴伐利亞的邊界主要由德國人居住。上普法爾茨森林沿著巴伐利亞邊境延伸到波西米亞南部的農業區，是德國人的聚居區。更具特色的是德語方言島，這些城鎮由德國少數民族居住並被捷克人包圍。蘇台德德國人大多是羅馬天主教徒，這是奧地利哈布斯堡王朝數百年統治的遺產。
並非所有的德意志人都生活在與世隔絕和明確界定的地區。由於歷史原因，捷克人和德意志人在很多地方混居，捷克和德國雙重語言和法律轉換相當普遍。儘管如此，在 19 世紀下半葉，捷克人和德意志人開始建立各自獨立的文化、教育、政治和經濟機構，這使兩個群體彼此半隔離。這種分離形式一直持續到第二次世界大戰結束幾乎所有德意志人都被驅逐出境為止。

#### 外西凡尼亞德意志人
德意志人移居外西凡尼亞始於匈牙利王蓋薩二世（1141年-1162年）。德意志移住者的主要任務是防衛匈牙利王國東南部的國境地帶，殖民持續到13世紀末。雖然殖民者大多是神聖羅馬帝國西部的出身者，多說法蘭克語方言（通行於阿亨、科隆、特里爾周邊），但是薩克森出身的德意志人在匈牙利擔任大臣職、法官職，所以這些殖民者被統稱為「薩克森人」。外西凡尼亞德意志人巔峰時期（1930年）曾達到70萬人，在二戰以及冷戰後的民族遷徙中，這些德意志人絕大多數都遷回了德國和奧地利。

#### 高加索德意志人
高加索德意志人是俄羅斯和蘇聯的德裔少數民族。他們主要在19世紀上半葉遷移到高加索地區，並在北高加索、格魯吉亞、阿塞拜疆、亞美尼亞和卡爾斯地區（今土耳其東北部）定居。1941年，在約瑟夫·斯大林在蘇聯的人口轉移期間，他們中的大多數被驅逐到中亞和西伯利亞。在斯大林於1953年去世和赫魯曉夫解凍開始後，高加索地區的德國人被允許返回，但是很少有人這樣做，他們中的許多人在當地被同化。

#### 德裔美国人

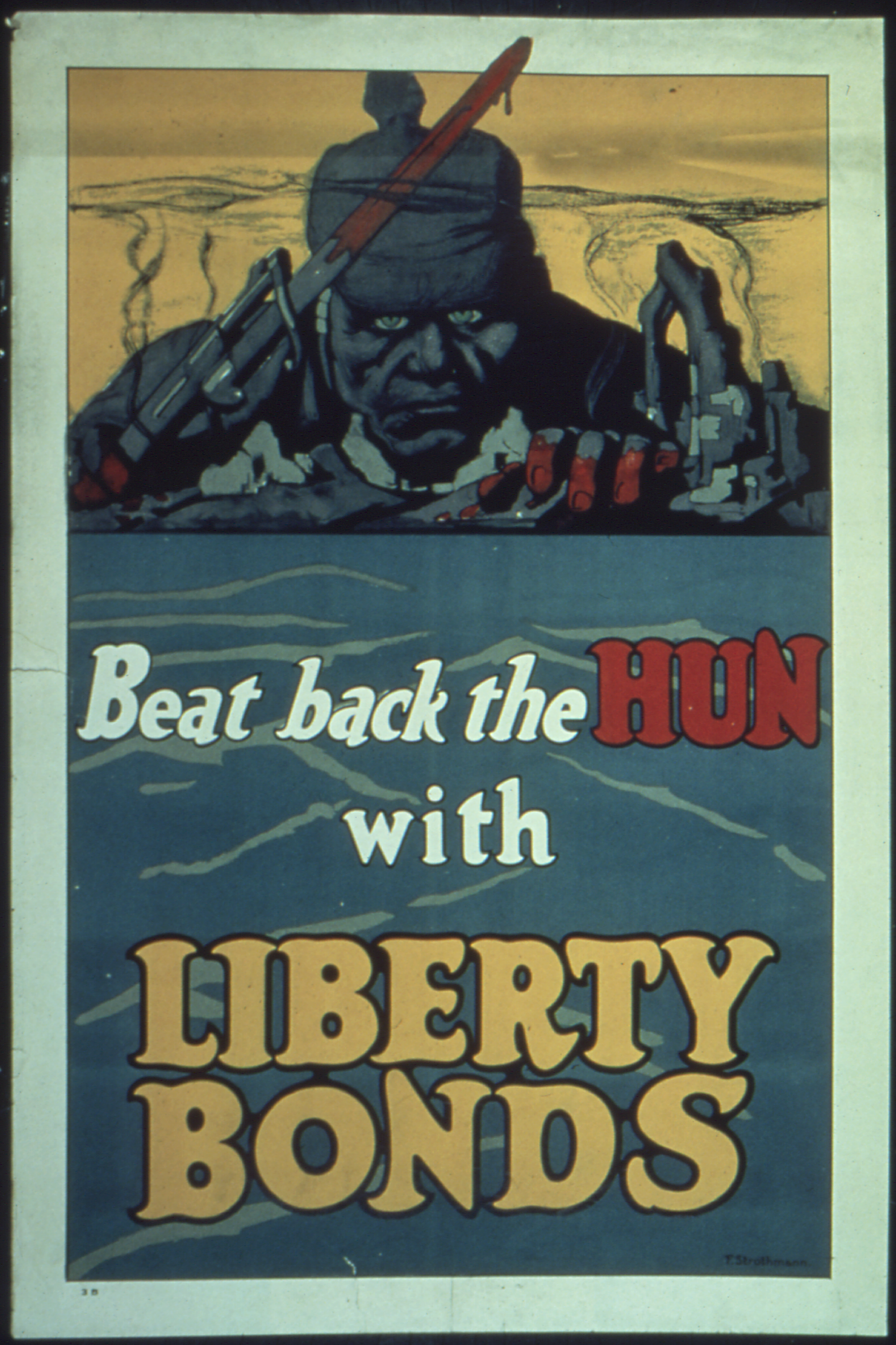
一戰時期美國銷售國債的宣傳海報，其中把德國人妖魔化為東方的猛獸，標題寫道《以自由券反擊匈人》（匈人之名來自德國威廉皇帝的《匈奴演說》）

德裔美国人是指祖先为德意志人、祖上有德意志血統的美国公民。目前德裔美国人是美国人数最多的一个移民族群，约占美国总人口的17%。最早一批大规模德裔移民于1680年代抵达今日的纽约和宾夕法尼亚一帶。从那时起到今天，共有大约800万德国移民来到美国。在19世纪时持续有大批的德国移民涌入，并在1840年到1900年间达到高潮。德裔移民成为人数最多的移民族群，超过了爱尔兰和英格蘭。这些移民中，有些是为了追求宗教或政治自由，有些则是为了寻找比欧洲更好的就业机会，有些人只是想在新大陆上开始新生活。
如今有总计超过5000万的美国人确认他们的祖先是德国人。根据1990年的美国人口普查，约5800万美国人声称他们拥有完全或者部分德国血统。宾夕法尼亚州一直到第一次世界大战之前，英语和德语同为官方语言。由於兩次世界大戰敵對國的因素，許多德裔美国人被迫放棄了其德語認同，轉而融入了英語社會。許多名人都有德意志血統，如设计布鲁克林大桥的工程师约翰·奥古斯塔·罗布林，以及建筑师沃尔特·格罗佩斯留下有形的建筑杰作。另一些生于德国的德裔美国人，例如玛丽亚·格佩特-梅耶和沃纳·冯·布劳恩则树立了知识的丰碑；在体育界，贝比·鲁斯，卢·格里克和霍纳斯·瓦格纳被公认为属于历史上最伟大的棒球選手之列；其他的例如著名的演员克拉克·盖博、帕里斯·希尔顿、大卫·哈塞尔霍夫、玛琳·黛德丽、多瑞丝·戴、莱昂纳多·迪卡普里奥、布鲁斯·威利斯、珊卓·布拉克、爱德华·阿诺德及克斯汀·鄧斯特。有三位美国总统的父亲是德国移民后裔：德怀特·艾森豪威尔（家族最初的姓氏是Eisenhauer，并且母亲家族也是来自德国／瑞士），赫伯特·胡佛（家族最初的姓氏是Huber），和唐纳德·川普（祖父为德国移民）。
而母亲是德国移民后裔的总统是理查德·尼克松。
今天，尽管在许多大都市地区仍然有德裔美国人集中聚居，但大多数德裔美国人社区已经不再具有可确认的族群特征，这些大都市中包括底特律、芝加哥、堪萨斯城、克利夫兰、印第安纳波利斯、明尼阿波利斯—聖保羅、圣路易斯、辛辛那提、路易斯维尔、里士满和密尔沃基。

#### 其他
德意志人在其他國家也有移民分佈，如巴西（南里奥格兰德州的布卢梅瑙和新汉堡周边地区）、阿根廷（米西奥内斯、克雷斯波、科罗内尔苏亚雷斯、巴里洛切、贝尔格拉诺将军别墅）、智利、巴拉圭（瓦尔迪维亚、奥索尔诺、巴拉斯港和蒙特港周边地区）和前德國殖民地纳米比亚。

## 脚注
1. ↑  根据官方人口普查数据截至2020年11月30日居住于当地的德意志人[1]
2. ↑  居住于当地的德意志人[2]
3. ↑  居住于当地的德意志人[2]
4. ↑  居住于当地的德意志人[2]
5. ↑  居住于当地的德意志人[2]
6. ↑  居住于当地的德意志人[2]
7. ↑  居住于当地的德意志人[2]
8. ↑  居住于当地的德意志人[2]
9. ↑  居住于当地的德意志人[2]
10. ↑  居住于当地的德意志人[2]
11. ↑  居住于当地的德意志人[2]
12. ↑  居住于当地的德意志人[2]
13. ↑  居住于当地的德意志人[2]